# Gösta Berlings Saga
Gösta Berlings Saga – szwedzka grupa muzyczna wykonująca rock progresywny. Powstała w Sztokholmie w 2004. Wcześniej, od 2000 funkcjonowała pod nazwą Pelikaan.

## Członkowie
- Alexander Skepp – perkusja
- David Lundberg – instrumenty klawiszowe
- Gabriel Tapper – gitara basowa
- Einar Baldursson – gitara (2006-obecnie)
- Mathias Danielsson – gitara (2004-06)[1]

## Dyskografia
- Tid Är Ljud (2006, Transubstans Records)
- Detta Har Hänt (2009, Transubstans Records)
- Glue Works (2011, Diskret Förlag)[3][2]
- Sersophane (2016)
- Et Ex (2018)
- Konkret musik (2020)